# Église Saint-Thomas de Mossoul
L'église Saint-Thomas est une église syriaque orthodoxe située à Mossoul en Irak.

## Histoire
L'église est dédiée à l'apôtre saint Thomas et selon la tradition elle est bâtie à l'emplacement de la maison de l'apôtre lorsqu'il se rendit à Mossoul (l'ancienne Ninive). L'église est mentionnée en 770 dans un acte de grief adressé au calife al-Mahdi. La structure actuelle date du XIIIe siècle sur les fondations d'il y a mille deux cents ans. Lors d'une restauration effectuée en 1964 est découverte la relique d'un doigt de l'apôtre.
Le 23 décembre 2009, l'église est victime d'un attentat à la bombe qui tue deux hommes et blesse cinq autres fidèles. Après la prise de Mossoul par les forces de l'État islamique en juin 2014, l'archevêque syriaque orthodoxe de Mossoul, Nicodème Daoud Sharaf, parvient à s'enfuir en prenant la relique de saint Thomas qu'il confie au monastère Saint-Matthieu dans les montagnes au nord.
Pendant l'occupation de Mossoul par les terroristes islamistes, l'église est profanée et vandalisée et sert de prison pour y enfermer les opposants et des esclaves sexuelles yazidies, jusqu'à la libération de la ville à l'été 2017. C'est la seule église de Mossoul à ne pas avoir été rasée ou transformée en mosquée.
Des 30 000 chrétiens qui vivaient à Mossoul avant octobre 2004 (date des premières persécutions), seule une centaine est revenue en 2018.

## Description
L'édifice mesure 23 mètres de longueur pour 26 mètres de largeur. Il s'agit en fait de deux églises adjacentes, la partie la plus ancienne étant la plus basse à 3 mètres en dessous du sol. L'autel principal, orné de fresques dorées, et deux mausolées sont situés dans la partie plus récente. La rénovation la plus anciennement documentée date de 1744. L'autel a été brisé à l'époque de l'occupation de l'État islamique et l'intérieur ravagé.